# Dentachionaspis ritchiei
Dentachionaspis ritchiei är en insektsart som först beskrevs av Robert Malcolm Laing 1929.  Dentachionaspis ritchiei ingår i släktet Dentachionaspis och familjen pansarsköldlöss. Inga underarter finns listade i Catalogue of Life.